# Yukinobu Hoshino
Yukinobu Hoshino (星野 之宣 Hoshino Yukinobu?, nacido el 29 de enero, 1954) es un mangaka japonés. Nació en la ciudad de Kushiro, Hokkaidō, y debutó en el ámbito profesional del manga con el trabajo llamado Kotetsu no Queen. Con la obra Harukanaru Asa, Yukinobu ganó el premio Tetsuka llevándose una gran suma de dinero, lo que le permitió seguir en el ámbito del manga. En el año 1976, escribió Blue City para la revista Shukan Shonen Jump.  
Inicialmente, su estilo era muy parecido al de Mikiya Mochizuki, el cual daba un toque más humorístico a sus series. Sin embargo, luego se cambió al estilo gekiga. Hoshino es conocido por usar el gekiga para escribir historias sobre la ciencia ficción y a la vez muestra su lado más serio. Hoshino tiene muchas historias sobre la prehistoria y viajes al pasado. Es más conocido por la serie y novela 2001 Noches.

## Trabajo de manga
Éste es un listado de series de manga en que ha trabajado Hoshino.
- Kotetsu no Queen (鋼鉄のクイーン)
- Harukanaru Asa (はるかなる朝)
- Blue City (ブルーシティー)
- Blue Hole (ブルー　ホール)
- Kyojintachi no Densetsu (巨人たちの伝説)
- 2001 Nights (2001夜物語)
  - Una colección de historias cortas que trata sobre un viaje al espacio y las consecuencias que eso conlleva.
- Yamataika (ヤマタイカ)
- Munakata Kyoju Denkiko (宗像教授伝奇考)

## Libros y novelas
- STAR FIELD（Año 1986、双葉社）
- CHRONICLE（Año 1996、朝日ソノラマ）